# Rafik Djebbour
Rafik Zoheir Djebbour, född 8 mars 1984 i Grenoble, Frankrike, är en franskfödd algerisk fotbollsspelare som sedan augusti 2014 spelar för den cypriotiska klubben APOEL FC. Han spelar även för Algeriets fotbollslandslag.